# Progress MS-16
Progress MS-16 (en rus: Прогресс МC-16), identificada per la NASA com a Progress 77P, és una missió per abastir l'Estació Espacial Internacional (EEI), utilitzant una nau Progress MS llançada per Roscosmos. És el 168è vol d’una nau Progress.

## Llançament

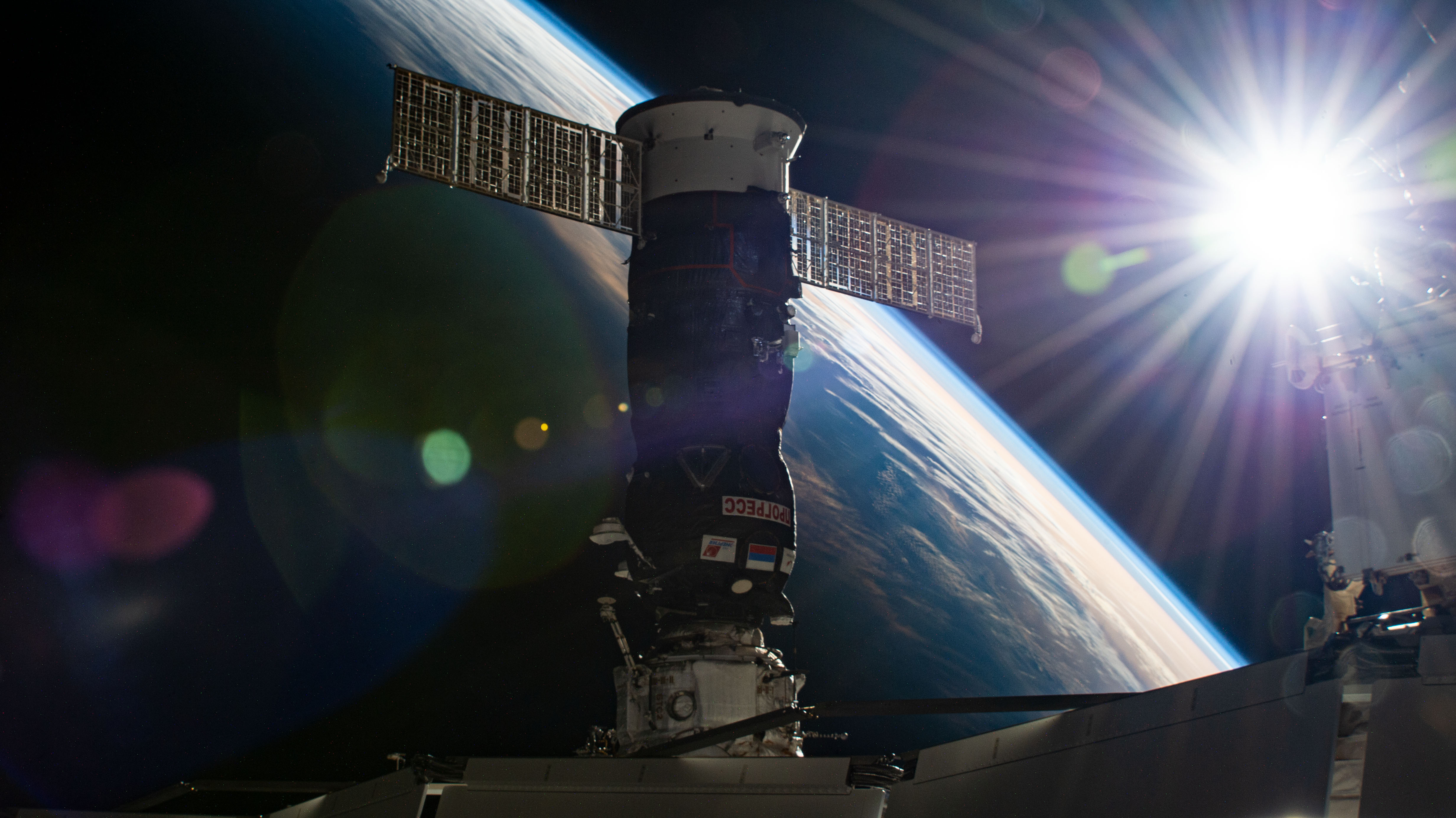
La Progress MS-16 acoblada a l'EEI

La Progress MS-16 es va llançar des la plataforma 31 del cosmòdrom de Baikonur utilitzant el vehicle de llançament Soiuz-2.1a el 15 de febrer de 2021 després d’un perfil de trobada de dos dies amb 34 òrbites. Es va acoblar el 17 de febrer de 2021 a les 06:26:47 UTC utilitzant un sistema d’acoblament manual operat pel comandant de l'expedició 64 Sergei Ryzhikov al mòdul Pirs de l'EEI on s’espera que romangui fins al juliol de 2021.

## Càrrega
El 4 de febrer de 2021, Roskosmos va dir que la Progress MS-16 s’havia instal·lat de nou al seu estand a l’interior de l'edifici de muntatge al Site 254 per a les operacions de preparació prèvies al llançament i la càrrega d’aliments frescos a l'espai de càrrega. La càrrega de la nau incloïa 600 kg de propel·lent per proveir-se de 420 kg d’aigua, 40,5 kg de gas a pressió amb nitrogen extra i 1.400 kg de diversos equips i subministraments, inclòs el kit de reparació amb pegats reforçats per al segellat temporal del Transfer Chamber, PrK, al mòdul de servei Zvezda (SM).
La nau Progress MS-16 porta 2460,5 kg de càrrega, amb 1,400 kg de càrrega pressuritzada:
- Càrrega pressuritzada: 1,400 kg
- Combustible: 600 kg
- Gas a pressió: 40,5 kg
- Aigua potable: 420 kg

## Desacoblament i reentrada
Està previst que la Progress MS-16 romangui atracada a l'estació fins al juliol de 202, quan sortirà amb deixalles i el mòdul Pirs per reentrar a l'atmosfera terrestre i destruir-se a l'Oceà Pacífic Sud. El mòdul Naüka es llançarà el 15 de juliol de 2021, per acoblar-lo el 23 de juliol de 2021.